# Ferae
Superordem de mamíferos placentários que constituem uma subdivisão da coorte Laurasiatheria.

## Taxonomia
- Ordem Cimolesta +
- Ordem Pantolesta +
- Ordem Palaeanodonta +
- Ordem Ernanodonta +
- Ordem Pholidota
- Ordem Taeniodonta +
- Ordem Apatotheria +
- Ordem Creodonta +
- Ordem Carnivora